# Nati nel 1912/Marzo
| Questa pagina contiene informazioni ricavate automaticamente dalle voci biografiche con l'ausilio del template Bio e di un bot. L'aggiornamento è periodico e automatico e ricostruisce completamente la pagina. Se manca una persona in questa lista, sei pregato di non aggiungerla, ma accertati piuttosto che la sua voce biografica contenga il template Bio e che i dati anagrafici siano correttamente compilati. Se il template Bio manca, inseriscilo tu stesso o, in alternativa, metti l'avviso {{tmp\|Bio}} che ne segnala la mancanza. Se i dati riportati sono sbagliati, correggi direttamente la voce biografica; le modifiche saranno visibili in questa lista entro pochi giorni. Per chiarimenti vedi il progetto biografie. La lista contiene solo le 189 persone che sono citate nell'enciclopedia e per le quali è stato implementato correttamente il template Bio. Pagina aggiornata al 18 ago 2025. |

- 1º marzo - Giuseppe Anedda, musicista e mandolinista italiano († 1997)
- 1º marzo - Gerald Emmett Carter, cardinale e arcivescovo cattolico canadese († 2003)
- 1º marzo - Lino Curci, poeta italiano († 1975)
- 1º marzo - Mario Frosali, triplista e lunghista italiano († 1971)
- 1º marzo - Mario Genta, calciatore e allenatore di calcio italiano († 1993)
- 1º marzo - Kjell Pettersen, calciatore norvegese († 1967)
- 1º marzo - Alfredo Piacibello, partigiano e militare italiano († 1944)
- 1º marzo - Joseph Reinhardt, chitarrista belga († 1982)
- 2 marzo - Gaetano Falzone, storico italiano († 1984)
- 2 marzo - William Thayer Tutt, dirigente sportivo e imprenditore statunitense († 1989)
- 3 marzo - Domenico Bartoli, giornalista e saggista italiano († 1989)
- 3 marzo - Wally Cassell, attore italiano († 2015)
- 3 marzo - Robert Dorfmann, produttore cinematografico francese († 1999)
- 3 marzo - Sereno Gianesello, allenatore di calcio e calciatore italiano († 1986)
- 3 marzo - Roberto Manni, pittore italiano († 2003)
- 3 marzo - Aldo Mei, presbitero italiano († 1944)
- 3 marzo - Sam DeCavalcante, mafioso statunitense († 1997)
- 4 marzo - Afro Basaldella, pittore italiano († 1976)
- 4 marzo - Reto Capadrutt, bobbista svizzero († 1939)
- 4 marzo - Alessandro Dommarco, poeta, scrittore e traduttore italiano († 1997)
- 4 marzo - Wolfgang Ehrl, lottatore tedesco († 1980)
- 4 marzo - Ferdinand Leitner, direttore d'orchestra tedesco († 1996)
- 4 marzo - Carl Marzani, giornalista e politico statunitense († 1994)
- 4 marzo - Arnulf Erich Stegmann, pittore tedesco († 1984)
- 4 marzo - Leopoldo Valentini, attore italiano († 1983)
- 5 marzo - Jack Marshall, politico e avvocato neozelandese († 1988)
- 5 marzo - Vittorio Minguzzi, aviatore e generale italiano († 1977)
- 5 marzo - Peter To Rot, papuano († 1945)
- 5 marzo - Marie-Antoinette Tonnelat, fisica francese († 1980)
- 6 marzo - Sergio Bronzi, militare italiano († 1938)
- 6 marzo - Emilio Carlo Mangini, imprenditore, scrittore e museologo italiano († 2003)
- 6 marzo - Babsie Podestá, pallanuotista maltese († 2004)
- 6 marzo - Wilfred Podestá, pallanuotista maltese († 1973)
- 6 marzo - Gerardo Reichel-Dolmatoff, antropologo e archeologo austriaco († 1994)
- 6 marzo - Bob Dennison, allenatore di calcio e calciatore inglese († 1996)
- 6 marzo - Pietro Sponziello, avvocato e politico italiano († 2013)
- 7 marzo - Maria Coselli, velocista, altista e cestista italiana
- 7 marzo - Francesco Ferrero, calciatore e allenatore di calcio italiano († 1994)
- 7 marzo - Erasmo Franzoni, allenatore di calcio e calciatore italiano († 2006)
- 7 marzo - Willy Schröder, discobolo tedesco († 1990)
- 7 marzo - Preston Smith, politico statunitense († 2003)
- 8 marzo - Juan Ramón Santiago, allenatore di calcio e calciatore spagnolo († 1999)
- 8 marzo - Gaspare Babini, ciclista su strada italiano († 1999)
- 8 marzo - Vladimir Bakarić, politico jugoslavo († 1983)
- 8 marzo - Gino Buzzanca, attore italiano († 1967)
- 8 marzo - Alfredo Gregori, militare italiano († 1941)
- 9 marzo - Chantal Chaudé de Silans, scacchista francese († 2001)
- 9 marzo - Vittorio Felisati, pittore italiano († 2004)
- 9 marzo - Jacques de Vendeuvre, militare e aviatore francese († 1940)
- 9 marzo - Stanley Gerald Thompson, chimico statunitense († 1976)
- 10 marzo - Siegfried Borries, violinista e docente tedesco († 1980)
- 10 marzo - Luigi Caldarulo, calciatore italiano († 1977)
- 10 marzo - Marguerite Dockrell, nuotatrice irlandese († 1983)
- 10 marzo - József Pálinkás, calciatore ungherese († 1991)
- 10 marzo - Frank Smithies, matematico britannico († 2002)
- 11 marzo - Loris Annibaldi, medico e militare italiano († 1940)
- 11 marzo - Andrea Ghetti, presbitero, educatore e attivista italiano († 1980)
- 11 marzo - Wálter Guevara Arze, politico boliviano († 1996)
- 11 marzo - Paul Janes, allenatore di calcio e calciatore tedesco († 1987)
- 11 marzo - Xavier Montsalvatge, compositore spagnolo († 2002)
- 11 marzo - Matylda Pálfyová, ginnasta cecoslovacca († 1944)
- 11 marzo - Gyula Seres, calciatore ungherese († 1975)
- 12 marzo - Bill S. Ballinger, scrittore e sceneggiatore statunitense († 1980)
- 12 marzo - Mario Baraldi, calciatore italiano († 1998)
- 12 marzo - César Benavides, generale e politico cileno († 2011)
- 12 marzo - Ricardo Bescansa, imprenditore spagnolo († 1986)
- 12 marzo - Ala Gertner, polacca († 1945)
- 12 marzo - Aklilu Habte-Wold, politico etiope († 1974)
- 12 marzo - Joel Mason, giocatore di football americano, cestista e allenatore di pallacanestro statunitense († 1995)
- 12 marzo - Antonio Meocci, giornalista, scrittore e partigiano italiano († 1988)
- 12 marzo - Leopoldo Salcedo, attore e produttore cinematografico filippino († 1998)
- 12 marzo - Antal Szalay, allenatore di calcio e calciatore ungherese († 1960)
- 13 marzo - Joan Bridge, costumista britannica († 2009)
- 13 marzo - Felix Morisseau-Leroy, scrittore haitiano († 1998)
- 13 marzo - Violet Pakenham, scrittrice irlandese († 2002)
- 13 marzo - Carl Raddatz, attore tedesco († 2004)
- 13 marzo - Giuseppe Vedovato, politico italiano († 2012)
- 13 marzo - Igor Youskevitch, ballerino e coreografo ucraino († 1994)
- 14 marzo - John Amery, giornalista e attivista britannico († 1945)
- 14 marzo - Cliff Bastin, calciatore inglese († 1991)
- 14 marzo - Les Brown, musicista statunitense († 2001)
- 14 marzo - Werther Cacciatori, militare e partigiano italiano († 1990)
- 14 marzo - Pietro Castellacci, militare italiano († 1936)
- 14 marzo - William Graham Claytor Junior, politico statunitense († 1994)
- 14 marzo - Richard Degener, tuffatore statunitense († 1995)
- 14 marzo - Friedrich Georg Friedmann, storico tedesco († 2008)
- 14 marzo - Oreste Grossi, canottiere italiano († 2008)
- 14 marzo - Johan Jacobsen, regista, sceneggiatore e produttore cinematografico danese († 1972)
- 14 marzo - Giovanni Mercati, militare e medico italiano († 1937)
- 14 marzo - Roger Verey, canottiere polacco († 2000)
- 15 marzo - Lauro Amadò, calciatore svizzero († 1971)
- 15 marzo - Louis Paul Boon, scrittore belga († 1979)
- 15 marzo - Raimondo Bucher, apneista italiano († 2008)
- 15 marzo - Francis Gruber, pittore francese († 1948)
- 15 marzo - Lightnin' Hopkins, cantante e chitarrista statunitense († 1982)
- 16 marzo - Ana Bešlić, scultrice jugoslava († 2008)
- 16 marzo - Paddy Bradshaw, calciatore irlandese († 1963)
- 16 marzo - Luigi Canali, partigiano e esperantista italiano († 1945)
- 16 marzo - Sabicas, chitarrista spagnolo († 1990)
- 16 marzo - Pierre Dalem, calciatore belga († 1993)
- 16 marzo - Francesca Devoto, pittrice italiana († 1989)
- 16 marzo - Ernesto Franceschi, bobbista italiano († 1943)
- 16 marzo - Sven Hansson, fondista svedese († 1971)
- 16 marzo - José Iraragorri, calciatore spagnolo († 1983)
- 16 marzo - Pat Nixon, first lady statunitense († 1993)
- 16 marzo - Giulio Turcato, pittore italiano († 1995)
- 16 marzo - Gustave Van Belle, ciclista su strada belga († 1954)
- 17 marzo - William Haydon Burns, politico statunitense († 1987)
- 17 marzo - Fortunato Cesari, militare e aviatore italiano († 1936)
- 17 marzo - Edgardo Ciancamerla, calciatore italiano († 1986)
- 17 marzo - Gaetano Devitofrancesco, militare e aviatore italiano († 1936)
- 17 marzo - Segundo Durandal, calciatore boliviano († 1976)
- 17 marzo - Francesco Imberti, calciatore italiano († 2008)
- 17 marzo - Bayard Rustin, attivista statunitense († 1987)
- 17 marzo - Joe Stydahar, giocatore di football americano e allenatore di football americano statunitense († 1977)
- 18 marzo - Bohumil Klenovec, calciatore cecoslovacco († 1971)
- 18 marzo - Romeo Rossi, ciclista su strada italiano
- 19 marzo - Nicholas Civella, mafioso statunitense († 1983)
- 19 marzo - William Frankland, immunologo britannico († 2020)
- 19 marzo - Adolf Galland, generale e aviatore tedesco († 1996)
- 19 marzo - Marina Știrbei, aviatrice romena († 2001)
- 19 marzo - Emil Vesa, militare e aviatore finlandese († 1964)
- 19 marzo - Hugh Wheeler, librettista, romanziere e sceneggiatore britannico († 1987)
- 20 marzo - Nino Almasio, calciatore italiano
- 20 marzo - Hernán Bolaños, allenatore di calcio e calciatore costaricano († 1992)
- 20 marzo - Pietro Gramigna, militare italiano († 1987)
- 20 marzo - Harry Klinefelter, medico statunitense († 1990)
- 20 marzo - José Magriñá, calciatore cubano († 1988)
- 20 marzo - Chelso Tamagno, cestista statunitense († 1986)
- 20 marzo - Wang Shixuan, cestista cinese († 1983)
- 21 marzo - Peter Bull, attore britannico († 1984)
- 21 marzo - Fausto Comar, calciatore italiano († 1987)
- 21 marzo - Waldyr, calciatore brasiliano († 1979)
- 21 marzo - Shefqet Ndroqi, medico albanese († 2001)
- 21 marzo - Ghazi I d'Iraq, sovrano iracheno († 1939)
- 22 marzo - Carlo Bianchi, antifascista italiano († 1944)
- 22 marzo - Wilfrid Brambell, attore irlandese († 1985)
- 22 marzo - François Gall, pittore francese († 1987)
- 22 marzo - Paolo Ghizzoni, vescovo cattolico italiano († 1986)
- 22 marzo - Leslie Johnson, pilota automobilistico britannico († 1959)
- 22 marzo - Karl Malden, attore statunitense († 2009)
- 22 marzo - Agnes Martin, pittrice statunitense († 2004)
- 22 marzo - Martha Mödl, soprano e mezzosoprano tedesco († 2001)
- 22 marzo - Nicola Neonato, pittore e scultore italiano († 2006)
- 22 marzo - Alfred Schwarzmann, ginnasta tedesco († 2000)
- 22 marzo - Gustavo Vinay, medievista italiano († 1993)
- 22 marzo - Leopold Wohlrab, pallamanista austriaco († 1981)
- 23 marzo - Leo Amberg, ciclista su strada svizzero († 1999)
- 23 marzo - Wernher von Braun, ingegnere tedesco († 1977)
- 23 marzo - Norberto Ligüera, calciatore uruguaiano
- 23 marzo - Adelmo Mandolini, pilota motociclistico italiano († 1985)
- 23 marzo - José Antonio Rodríguez, calciatore cubano († 1978)
- 23 marzo - Rivo Ruggeri, militare italiano († 1938)
- 24 marzo - Gennaro Bonsanto, calciatore italiano († 1992)
- 24 marzo - Sidney W. Fox, biochimico statunitense († 1998)
- 24 marzo - Dorothy Height, attivista e educatrice statunitense († 2010)
- 24 marzo - Secondo Magni, ciclista su strada italiano († 1997)
- 24 marzo - Oskar Rohr, calciatore e antifascista tedesco († 1988)
- 24 marzo - Aldo Tomassini, scenografo italiano († 1991)
- 24 marzo - Costantino Trapani, vescovo cattolico italiano († 1988)
- 25 marzo - Mario Arillo, militare italiano († 2000)
- 25 marzo - Melita Norwood, agente segreta britannica († 2005)
- 25 marzo - Alberto Tavazzi, pittore, attore e sceneggiatore italiano († 2006)
- 25 marzo - Jean Vilar, regista teatrale, attore e direttore teatrale francese († 1971)
- 26 marzo - Mazzingo Donati, chirurgo e ematologo italiano († 1999)
- 26 marzo - Dante Gianello, ciclista su strada, dirigente sportivo e giornalista italiano († 1992)
- 26 marzo - Antonio Mistrorigo, vescovo cattolico italiano († 2012)
- 27 marzo - James Callaghan, politico e militare britannico († 2005)
- 27 marzo - Sergio Guidorzi, aviatore italiano († 1942)
- 27 marzo - Giovanna Marturano, partigiana e antifascista italiana († 2013)
- 27 marzo - Riccardo Monaco, politico e militare italiano († 1994)
- 27 marzo - Derna Polazzo, cestista e velocista italiana († 1994)
- 28 marzo - Leandrina Bulzacchi, mezzofondista italiana
- 28 marzo - A. Bertram Chandler, scrittore di fantascienza australiano († 1984)
- 28 marzo - Sandro Dalla Libera, organista, compositore e musicologo italiano († 1974)
- 28 marzo - Léon-Gontran Damas, scrittore, poeta e politico francese († 1978)
- 28 marzo - Lucille Fletcher, scrittrice statunitense († 2000)
- 28 marzo - Kenji Hatanaka, militare giapponese († 1945)
- 28 marzo - Frank Lovejoy, attore statunitense († 1962)
- 28 marzo - Marina Raskova, aviatrice e militare sovietica († 1943)
- 29 marzo - Ernst von Delius, pilota automobilistico tedesco († 1937)
- 29 marzo - Hanna Reitsch, aviatrice tedesca († 1979)
- 29 marzo - Zenjiro Takahashi, nuotatore e pallanuotista giapponese († 1990)
- 31 marzo - Ernie Blake, pallanuotista britannico († 2002)
- 31 marzo - Francesco Condorelli, pasticciere e imprenditore italiano († 2003)
- 31 marzo - Roberto Meléndez, calciatore e allenatore di calcio colombiano († 2000)
- 31 marzo - Rajendra Narayan Singh Deo, principe e politico indiano († 1975)
- 31 marzo - Antonio Zannetti, aviatore e militare italiano († 1941)
- 31 marzo - Guido Zannetti, aviatore e militare italiano († 1938)